# Terralonus californicus
Terralonus californicus är en spindelart som först beskrevs av Peckham, Peckham 1888.  Terralonus californicus ingår i släktet Terralonus och familjen hoppspindlar. Inga underarter finns listade i Catalogue of Life.